# Гиртопул-Маре
Гиртопул-Маре (рум. Hîrtopul Mare) — село у Кріуленському районі Молдови. Адміністративний центр однойменної комуни, до складу якої також входить село Гиртопул-Мік.

## Населення
За даними перепису населення 2004 року у селі проживали 2483 особи.
Національний склад населення села:
| Національність       | Кількість осіб | Відсоток   |
| -------------------- | -------------- | ---------- |
| молдавани румуни     | 2459 10        | 99,0% 0,4% |
| українці             | 4              | 0,2%       |
| росіяни              | 4              | 0,2%       |
| гагаузи              | 2              | 0,1%       |
| болгари              | 1              | < 0,1%     |
| інша / без відповіді | 3              | 0,1%       |
| Всього               | 2483           | 100%       |